# Конституционен блок
 Тази статия е за коалицията от 1922 – 1923 г.  За коалицията, образувана през 1936 г., вижте Петорка.  
Конституционният блок е коалиция на Демократическата, Обединената народно-прогресивна и Радикалдемократическата партия. Той е образуван на 6 юли 1922 по инициатива на Андрей Ляпчев и Атанас Буров, за да обедини усилията на основните партии от демократичната опозиция срещу управлението на Българския земеделски народен съюз. Атакува остро и комунистите.
На 10 септември 1922 година в печатница Ст. Фъртунов в Търново е издаден единствен брой на политическия вестник „Търновска конституция“ – орган на конституционния блок в Търновския окръг. Конституционният блок организира в града голям събор на 17 септември 1922 година, в който трябва да участват повечето негови лидери. Под предлог, че провежда конгрес на производители на захарно цвекло, земеделското правителство реагира и събира в града на същия ден тълпи от земеделци, които в така наречените Търновски събития се саморазправят физически с водачите на опозицията от Конституционния блок. Много от последните са задържани от полицията, а други напускат страната – арестувани са бившите министри Александър Малинов, Теодор Теодоров, Стоян Данев, Михаил Маджаров, Андрей Ляпчев, Георги Данаилов, Никола Мушанов, Стефан Бобчев и
Димитър Яблански, а Атанас Буров успява да избяга в Румъния.
През ноември е проведен референдум, след който опозиционните лидери са дадени под съд за дейността им в минали правителства. През април 1923 правителството на Александър Стамболийски провежда избори, в които печели около 4/5 от местата в парламента.
След Деветоюнския преврат през 1923 водачите на Конституционния блок са освободени от затвора. На 19 юли е взето решение Конституционния блок да бъде разпуснат и да се пристъпи към сливане на партиите в едно цяло. Основните инициатори на коалицията Атанас Буров и Андрей Ляпчев са активни в създаването на новата партия Демократически сговор.